# Eiras, São Julião de Montenegro e Cela
Eiras, São Julião de Montenegro e Cela (llamada oficialmente União das Freguesias de Eiras, São Julião de Montenegro e Cela) es una freguesia portuguesa del municipio de Chaves, distrito de Vila Real.

## Historia
Fue creada el 28 de enero de 2013 en aplicación de una resolución de la Asamblea de la República de Portugal promulgada el 16 de enero de 2013 con la unión de las freguesias de Cela, Eiras y São Julião de Montenegro, pasando su sede a estar situada en el lugar de Alto da Micha.

## Demografía
| Gráfica de evolución demográfica de Eiras, São Julião de Montenegro e Cela entre 2011 y 2021 |
|                                                                                              |
| Datos según el nomenclátor publicado por el INE portugués.                                   |